# Maksim Kovtun
Maksim Pávlovich Kovtun (en ruso: Максим Павлович Ковтун; Ekaterimburgo, 18 de junio de 1995) es un patinador artístico sobre hielo ruso retirado. Ganador de la Final del Grand Prix Júnior de 2012. Medallista de plata del Campeonato Europeo en 2015 y 2017, medallista de bronce en 2016. Cuatro veces medallista de oro del Campeonato de Rusia (en 2014, 2015, 2016 y 2018). 

## Carrera
Nació en junio de 1995 en Ekaterimburgo, Rusia. Tiene dos hermanos que fueron patinadores competitivos y su padre Pavel es entrenador, quien participó en la categoría de parejas. Comenzó a patinar a los cuatro años de edad motivado por su padre y entrenado por Maria Voitsekhovskaya, a los diez años eligió el patinaje artístico sobre el hockey sobre hielo. Su debut en el nivel júnior internacional fue de la mano del entrenador Nikolai Morózov, en la temporada 2011-2012 ganó el oro en su primera prueba asignada en Rumania y ganó la plata en Estonia. Clasificó a la Final del Grand Prix, donde finalizó en cuarto lugar. Su primer campeonato nacional fue en 2012, donde logró ubicarse en el lugar 12 del nivel sénior y ganó la medalla de bronce en el nivel júnior. En 2012 comenzó a entrenar con Elena Buianova, su primer evento con nueva entrenadora fue durante la temporada 2012-2013, ganó el oro en los eventos de Grand Prix en Croacia y Alemania, clasificando a la final, donde ganó la medalla de oro.

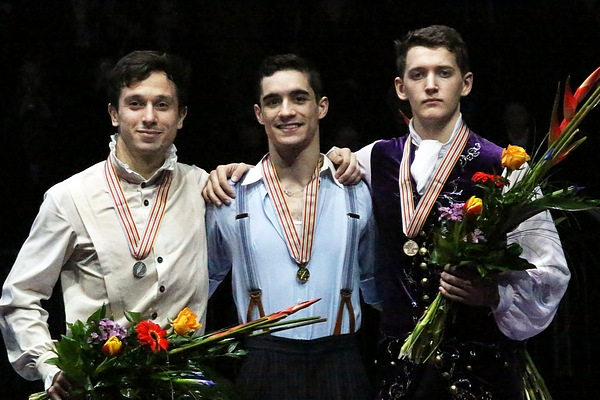
Kovtun (derecha) en el Campeonato Europeo de 2016.

En el Campeonato de Rusia de 2013 finalizó en el quinto lugar y fue elegido para participar en el Campeonato Europeo de 2013, donde terminó en quinto lugar general con 226.57 puntos en total. En su debut en campeonatos mundiales terminó en el lugar 17. Tuvo su debut en la Serie del Grand Prix en nivel sénior participando en la Copa de China 2013, donde ganó la medalla de plata, en su segundo en la Copa Rostelecom, se llevó la medalla de plata. Clasificó a la Final del Grand Prix, donde terminó en el quinto lugar. En el Campeonato de Rusia de 2014 ganó la medalla de oro. De nuevo cayó al quinto puesto en los campeonatos europeos y no fue elegido para los Juegos Olímpicos de Sochi 2014. Kovtun fue enviado al Campeonato Mundial de 2014, donde finalizó en cuarto lugar. En la temporada 2014-2015 fue asignado de nuevo a la Copa de China y al Trofeo Trophée Bompard, en ambas pruebas ganó el oro. En la Final del Grand Prix se ubicó en tercer lugar con su programa corto y quinto en el libre, para ubicarse en el cuarto lugar general.

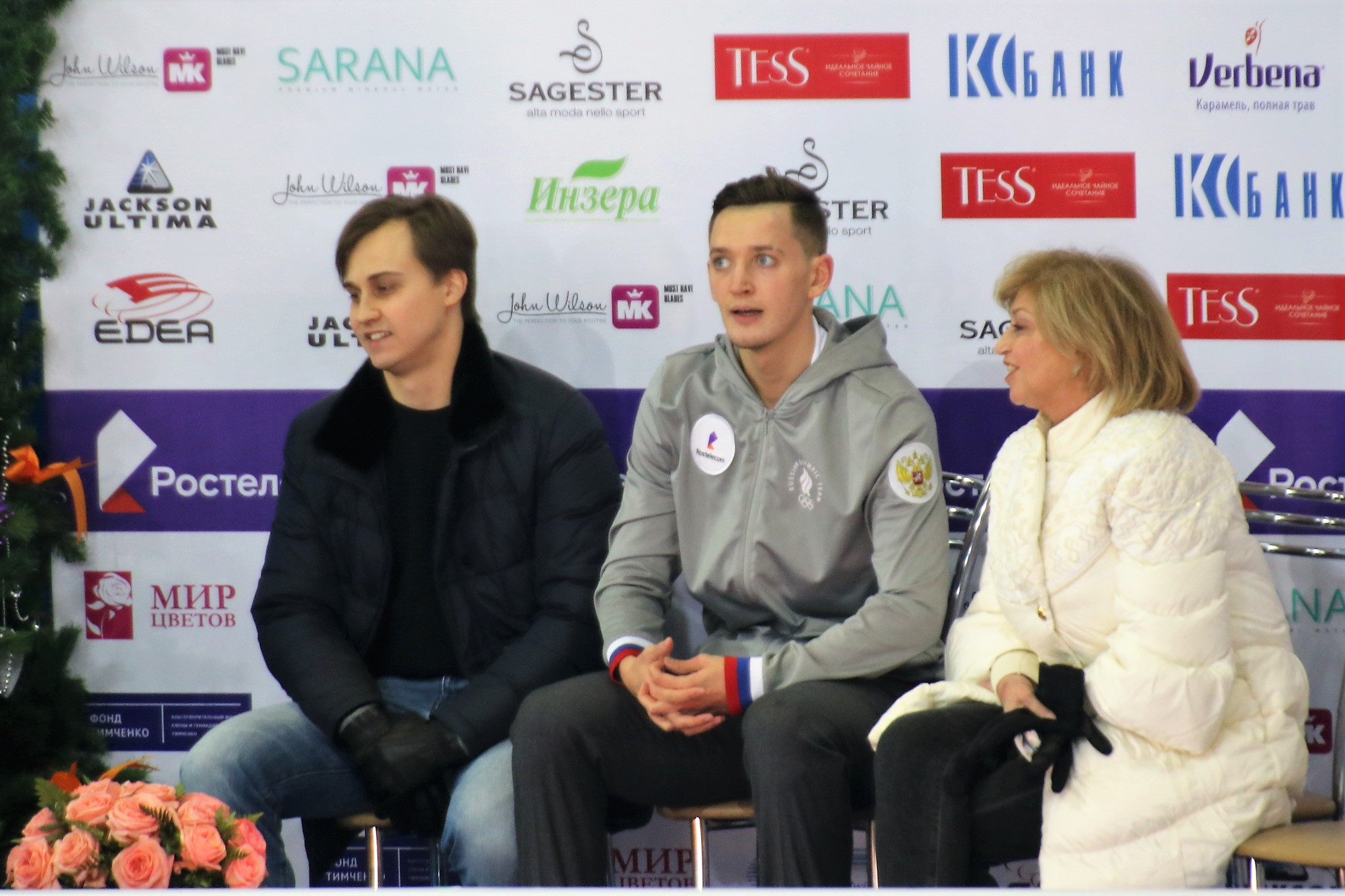
Kovtun (al centro) en el Campeonato de Rusia 2019.

En el Campeonato de Rusia 2015 ganó su segundo título nacional y en los Europeos ganó la medalla de plata. Terminó en el séptimo puesto del Campeonato del Mundo 2015, celebrado en Shanghái, China. Fue asignado al Trofeo Éric Bompard de 2015 donde solamente se compitió el programa corto a causa de los atentados en París de ese año. Su siguiente evento fue el Trofeo NHK 2015 donde no clasificó a la final. En diciembre de 2015 ganó su tercer título nacional en el Campeonato de Rusia. Participó en los campeonatos europeos de 2016, donde se colgó la medalla de bronce. En mayo de 2016 Kovtun anunció que comenzó a entrenar con Inna Goncharenko. En los eventos de la Challenger Series de la ISU, ganó la medalla de bronce en el Trofeo de Finlandia 2016 y terminó en séptima posición en las pruebas de Grand Prix que le fueron asignadas: el Skate America y la Copa de China. Ganó el bronce en el Campeonato de Rusia 2017 y la plata en el Campeonato de Europa 2017. Sin embargo, cayó al puesto número once en el Campeonato Mundial de 2017. En la temporada 2017–2018 se dio de baja del Trofeo de Finlandia y del Skate Canada 2017 debido a una lesión en la espalda. Regresó al patinaje competitivo en la temporada 2018-2019, su primera participación fue en el Trofeo Talin de 2018, donde ganó el oro. En el Campeonato de Rusia 2019 quedó en primer lugar en el programa corto y libre, por lo que ganó la medalla de oro y sumó su cuarto título nacional. Participó en la Universiada de invierno 2019, donde obtuvo la medalla de plata; se dio de baja del Campeonato Mundial de patinaje de 2019 y anunció su retirada del patinaje competitivo en abril de 2019.

### Programas
|           | Programa corto                                                            | Programa libre                                            | Exhibición                                |
| --------- | ------------------------------------------------------------------------- | --------------------------------------------------------- | ----------------------------------------- |
| 2018-2019 | L-O-V-E de Nat King Cole Sing, Sing, Sing (With a Swing) de Benny Goodman | Carmen de Georges Bizet, Coreografía de Peter Tchernyshev |                                           |
| 2017-2018 | Flamenco (varios temas)                                                   | Hey You de Pink Floyd                                     |                                           |
| 2016–2017 | Bahamut de Hazmat Modine                                                  | Iron Sky de Paolo Nutini                                  | What a Wonderful World de Louis Armstrong |
| 2015–2016 | I Can't Dance de Genesis                                                  | Sinfonía No. 5 de Ludwig van Beethoven                    | Kiss de Art of Noise ft. Tom Jones        |
| 2014–2015 | Boléro de Maurice Ravel                                                   | Exogenesis: Symphony de Muse Coreografía de Irina Tagaeva | Kiss de Art of Noise ft. Tom Jones        |
| 2013–2014 | Farruca de Pepe Romero                                                    | Concierto para piano No. 1 de Pyotr I. Tchaikovsky        | Summertime                                |
| 2012–2013 | Lawrence of Arabia (banda sonora) de Maurice Jarre                        | Casablanca (banda sonora) de Max Steiner                  | Aint no sunshine when she's gone          |
| 2011–2012 | Murka de Neschastny Sluchai                                               | Austin Powers (banda sonora) George S. Clinton            |                                           |

### Resultados detallados
- Mejores marcas personales aparecen en negrita
- WD: competición abandonada

#### Nivel sénior
| Temporada 2018-2019                      |                                                              |                |                |              |
| Fecha                                    | Evento                                                       | Programa corto | Programa libre | Total        |
| 7–9 de marzo de 2019                     | Universiada de invierno 2019                                 | 1 91.74        | 3 167.75       | 2 259.49     |
| 18–24 de marzo de 2019                   | Campeonato Mundial de Patinaje Artístico sobre Hielo de 2019 | WD             | WD             | WD           |
| 21–27 de enero de 2019                   | Campeonato Europeo de Patinaje Artístico sobre Hielo de 2019 | 5 87.70        | 16 128.48      | 14 216.18    |
| 19–23 de diciembre de 2018               | Campeonato de Rusia 2019                                     | 1 95.14        | 1 186.45       | 1 281.59     |
| 26 de noviembre – 2 de diciembre de 2018 | CS Trofeo Talin de 2018                                      | 1 80.91        | 1 166.64       | 1 247.55     |
| Temporada 2017-2018                      |                                                              |                |                |              |
| Fecha                                    | Evento                                                       | Programa corto | Programa libre | Total        |
| 21–24 de diciembre de 2017               | Campeonato de Rusia 2018                                     | 16 64.72       | WD             | WD           |
| 24–26 de noviembre de 2017               | Skate America 2017                                           | 12 64.98       | WD             | WD           |
| Temporada 2016-2017                      |                                                              |                |                |              |
| Fecha                                    | Evento                                                       | Programa corto | Programa libre | Total        |
| 20–23 de abril de 2017                   | Trofeo mundial por equipos de 2017                           | 11 64.62       | 10 148.29      | 2T/9P        |
| 29 de marzo – 2 de abril de 2017         | Campeonato del Mundo 2017                                    | 10 89.38       | 14 156.46      | 11 245.84    |
| 25–29 de enero de 2017                   | Campeonato de Europa 2017                                    | 2 94.53        | 2 172.27       | 2 266.80     |
| 20–26 de diciembre de 2016               | Campeonato de Rusia 2017                                     | 7 76.65        | 2 172.72       | 3 249.37     |
| 18–20 de noviembre de 2016               | Copa de China 2016                                           | 10 70.10       | 7 151.33       | 7 221.43     |
| 21–23 de octubre de 2016                 | Skate America 2016                                           | 10 67.43       | 6 163.32       | 7 230.75     |
| 6–10 de octubre de 2016                  | CS Trofeo de Finlandia 2016                                  | 1 88.26        | 3 141.31       | 3 229.57     |
| Temporada 2015-2016                      |                                                              |                |                |              |
| Fecha                                    | Evento                                                       | Programa corto | Programa libre | Total        |
| 28 de marzo – 3 de abril de 2016         | Campeonato del Mundo 2016                                    | 13 78.46       | 21 131.68      | 18 210.14    |
| 26–31 de enero de 2016                   | Campeonato de Europa 2016                                    | 2 88.09        | 6 154.12       | 3 242.21     |
| 24–27 de diciembre de 2015               | Campeonato de Rusia 2016                                     | 1 93.05        | 1 173.08       | 1 266.13     |
| 27–29 de noviembre de 2015               | Trofeo NHK 2015                                              | 4 82.27        | 11 130.36      | 10 212.63    |
| 13–15 de noviembre de 2015               | Trofeo Éric Bompard 2015                                     | 2 86.82        | cancelled      | 2 86.82      |
| 16–19 de octubre de 2015                 | Copa de Mordovian 2015                                       | 4 73.14        | 1 163.24       | 1 236.38     |
| Temporada 2014-2015                      |                                                              |                |                |              |
| Fecha                                    | Evento                                                       | Programa corto | Programa libre | Total        |
| 16–19 de abril de 2015                   | Trofeo mundial por equipos 2015                              | 8 74.83        | 6 158.91       | 2T/7P 233.74 |
| 23–29 de marzo de 2015                   | Campeonato del Mundo 2015                                    | 16 70.82       | 6 159.88       | 7 230.70     |
| 26 de enero – 1 de febrero de 2015       | Campeonato de Europa 2015                                    | 4 78.21        | 2 157.47       | 2 235.68     |
| 24–27 de diciembre de 2014               | Campeonato de Rusia 2015                                     | 1 98.14        | 2 173.38       | 1 271.52     |
| 11–14 de diciembre de 2014               | Final del Grand Prix 2014-2015                               | 3 87.02        | 5 155.25       | 4 242.27     |
| 20–23 de noviembre de 2014               | Trofeo Éric Bompard 2014                                     | 6 77.11        | 1 166.24       | 1 243.35     |
| 7–9 de noviembre de 2014                 | Copa de China 2014                                           | 1 85.96        | 1 157.38       | 1 243.34     |
| Temporada 2013-2014                      |                                                              |                |                |              |
| Fecha                                    | Evento                                                       | Programa corto | Programa libre | Total        |
| 24–30 de marzo de 2014                   | Campeonato del Mundo 2014                                    | 7 84.66        | 5 162.71       | 4 247.37     |
| 15–19 de enero de 2014                   | Campeonato de Europa 2014                                    | 4 83.15        | 5 149.22       | 5 232.37     |
| 24–27 de diciembre de 2013               | Campeonato de Rusia 2014                                     | 2 93.08        | 1 174.05       | 1 267.13     |
| 5–8 de diciembre de 2013                 | Final del Grand Prix 2013-2014                               | 5 68.92        | 5 164.32       | 5 233.24     |
| 21–23 de noviembre de 2013               | Copa Rostelecom 2013                                         | 1 92.53        | 2 147.81       | 2 240.34     |
| 1–2 de noviembre de 2013                 | Copa de China 2013                                           | 2 81.84        | 1 156.81       | 2 238.65     |

#### Nivel júnior
| Temporada 2012-2013         | Temporada 2012-2013                     | Temporada 2012-2013 | Temporada 2012-2013 | Temporada 2012-2013 | Temporada 2012-2013 |
| Fecha                       | Evento                                  | Nivel               | Programa corto      | Programa libre      | Total               |
| --------------------------- | --------------------------------------- | ------------------- | ------------------- | ------------------- | ------------------- |
| 11–14 de abril de 2013      | Trofeo mundial por equipos 2013         | Sénior              | 7 76.67             | 8 145.12            | 4T/8P 221.79        |
| 10–17 de marzo de 2013      | Campeonato del Mundo 2013               | Sénior              | 19 65.85            | 14 141.55           | 17 207.40           |
| 23–27 de enero de 2013      | Campeonato de Europa 2013               | Sénior              | 7 74.46             | 4 152.11            | 5 226.57            |
| 25–28 de diciembre de 2012  | Campeonato de Rusia 2013                | Sénior              | 3 75.38             | 5 149.64            | 5 225.02            |
| 6–8 de diciembre de 2012    | Final del Grand Prix Júnior 2012-2013   | Júnior              | 2 72.53             | 1 149.78            | 1 222.31            |
| 10–13 de octubre de 2012    | Grand Prix Júnior de Alemania 2012-2013 | Júnior              | 1 68.13             | 2 124.91            | 1 193.04            |
| 4–7 de octubre de 2012      | Grand Prix Júnior de Croacia 2012-2013  | Júnior              | 2 69.47             | 1 149.72            | 1 219.19            |
| Temporada 2011-2012         |                                         |                     |                     |                     |                     |
| Fecha                       | Evento                                  | Nivel               | Programa corto      | Programa libre      | Total               |
| 18–22 de abril de 2012      | Trofeo mundial por equipos 2012         | Sénior              | 11 60.93            | 12 111.53           | 5T/12P 172.46       |
| 5–7 de febrero de 2012      | Campeonato júnior de Rusia 2012         | Júnior              | 5 65.21             | 2 128.74            | 3 193.95            |
| 5–7 de febrero de 2012      | Campeonato de Rusia 2012                | Sénior              | 12 66.11            | 11 127.82           | 12 193.93           |
| 8–11 de diciembre de 2011   | Final del Grand Prix Júnior 2011-2012   | Júnior              | 4 63.68             | 4 130.08            | 4 193.76            |
| 13–15 de octubre de 2011    | Grand Prix Júnior de Estonia 2011-2012  | Júnior              | 2 58.47             | 2 128.40            | 2 186.87            |
| 22–24 de septiembre de 2011 | Grand Prix Júnior de Rumania 2011-2012  | Júnior              | 2 61.14             | 1 121.77            | 1 182.91            |
| Temporada 2010-2011         |                                         |                     |                     |                     |                     |
| Fecha                       | Evento                                  | Nivel               | Programa corto      | Programa libre      | Total               |
| 12–19 de febrero de 2011    | Festival europeo de la juventud 2011    | Júnior              | 1 60.93             | 2 100.82            | 2 161.75            |
| 2–4 de febrero de 2011      | Campeonato júnior de Rusia 2011         | Júnior              | 4 63.32             | 6 119.25            | 5 182.57            |
| 26–29 de diciembre de 2010  | Campeonato de Rusia 2011                | Sénior              | 6 67.63             | 12 120.87           | 11 188.50           |